# Pop Secret
Pop Secret ist eine französische Animationsserie aus dem Jahr 2007.

## Handlung
Drei Mädchen, Loli, Kali und Mia, sind die berühmten Sängerinnen der Pop Secret-Gruppe, die vom bösen Baron von Kaos, dem Leiter einer kriminellen Organisation, geleitet wird. Die Mädchen sind jedoch Spione, die eingeschleust wurden, um die Bedrohung des Barons zu vernichten und den Frieden im Universum zu bewahren.

## Figuren
- Loli, Kali und Mia : Die drei Spione und Sängerinnen der Pop Secret Gruppe.
- Boze: Die Katze der drei Mädchen, aber in Wahrheit weiß er wie man spricht und hilft ihnen, ihre Missionen zu erfüllen.
- Monty: Der Roboter und Trainer der Mädchen.
- Baron de Kaos: Der Leiter einer gefährlichen kriminellen Vereinigung und auch Produzent der Shows der drei Mädchen.

## Produktion und Veröffentlichung
Die Serie entstand unter der Regie von Philippe Delarue im Auftrag des Produktionsfirma Futurikon. Die Erstausstrahlung der ersten 26 Folgen fand in 2007 bei M6 statt.